# Gerhard Weigel (SS-Mitglied)
Gerhard Weigel (* 23. Februar 1908 in Flöha; † 13. Juli 1998 in Flintsbach am Inn) war ein deutscher SS-Sturmbannführer, Schutzhaftlagerführer im KZ Sachsenburg und Inspekteur sämtlicher SS-Baubrigaden.

## Leben
Weigel war der Sohn eines Steuerbeamten. Nachdem Weigel 1923 die Oberrealschule in Chemnitz abgeschlossen hatte, absolvierte er von 1923 bis 1928 eine Ausbildung zum Installateur und Heizungsbauer. Anschließend besuchte er bis 1928 die Höhere Deutsche Fachschule für Heizung und Lüftung. Er arbeitete danach bis 1930 als Ingenieur in Bautzen. Nach einer Zeit der Arbeitslosigkeit erhielt er nach der Machtübernahme durch die Nationalsozialisten 1933 eine Beschäftigung bei der Verwaltung des Ministeriums für Kultur in Sachsen.
Zunächst im Frontbann, war er ab 1927 Angehöriger der Hitlerjugend und ab 1929 der SA. Am 23. Februar 1929 trat Weigel in die NSDAP (Mitgliedsnummer 157.373) und am 11. Januar 1930 in die SS (SS-Nr. 6.089) ein. Ab Juni 1934 gehörte er dem Sonderkommando Sachsen an, das die Wachmannschaft im KZ Sachsenburg stellte. Am 9. November 1934 wurde Weigel zum Schutzhaftlagerführer im KZ Sachsenburg ernannt und knapp ein Jahr später zum Adjutanten des dortigen Lagerkommandanten. In Personalunion übernahm Weigel zwischen 1936 und 1937 zusätzlich zu seinem Posten als Adjutant die Leitung der Lagerbauverwaltung. Ab Anfang August 1938 war Weigel Lageringenieur im KZ Buchenwald und ab Frühjahr 1938 im KZ Sachsenhausen. Ab Anfang Juni 1938 war Weigel in der Verwaltung des SS-Bauamts eingesetzt und anschließend bei den SS-Verfügungstruppen. Ab 1941 war Weigel bis November 1941 Bauleiter in Klagenfurt bei der Waffen-SS und Polizei und danach in Dachau. Nach weiteren kurzen Einsätzen wurde Weigel im September 1942 Leiter der II. Baubrigade des KZ Neuengamme und ab März 1944 der V. Baubrigade. Vom 15. Oktober 1944 bis zum Kriegsende im Mai 1945 war Weigel Inspekteur der SS-Baubrigaden bei der Amtsgruppe C im Wirtschafts- und Verwaltungshauptamt (WVHA).
Nach dem Krieg arbeitete er als Ingenieur bei der AEG und lebte im Rhein-/Ruhrgebiet. Er wurde erst 1969 und 1972 im Rahmen der Ermittlungsverfahren der Zentrale Stelle der Landesjustizverwaltungen über Baubrigaden als Zeuge vernommen.
| Weigels SS-Ränge    | Ernennung          |
| ------------------- | ------------------ |
| SS-Untersturmführer | Oktober 1931       |
| SS-Scharführer      | 9. November 1934   |
| SS-Oberscharführer  | 8. Februar 1935    |
| SS-Hauptscharführer | Mai 1935           |
| SS-Untersturmführer | Herbst 1935        |
| SS-Obersturmführer  | 13. September 1936 |
| SS-Hauptsturmführer | 12. September 1937 |
| SS-Sturmbannführer  | 21. Juni 1944      |